# Instance vérité et dignité
L'Instance vérité et dignité (arabe : هيئة الحقيقة والكرامة soit Hai'at ul-Ḥaqiqa wul-Karāma) est une instance indépendante créée par la loi organique tunisienne n°2013-53 du 24 décembre 2013 relative à l'attribution et l'organisation de la justice transitionnelle.

## Mandat
Créée à la suite de la révolution tunisienne, elle a pour objet d'enquêter sur les violations des droits de l'homme commises par l'État tunisien de 1955 au 31 décembre 2013 et de fournir réparation et réadaptation aux victimes.
La commission se voit confier un mandat de quatre ans, avec la possibilité d'une prorogation d'un an. Sa présidente est la militante des droits de l'homme Sihem Bensedrine,.

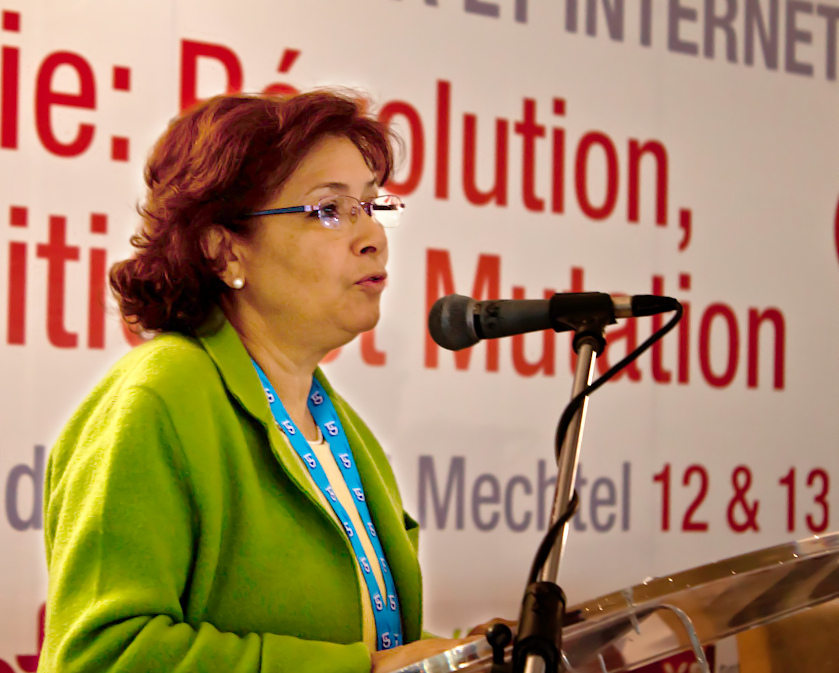
Sihem Bensedrine, présidente de l'instance.

Installée le 6 juin 2014, avec une prestation de serment devant le président de la République Moncef Marzouki, ses membres sont les suivants :
- Adel Maïzi ;
- Ali Gherab ;
- Hayet Ouertani ;
- Ibtihel Abdellatif ;
- Khaled Krichi ;
- Mohamed Ben Salem ;
- Oula Ben Nejma ;
- Sihem Bensedrine
- Slaheddine Rached.

## Rapport final
Bensedrine rend le rapport final de la commission le 26 mars 2019. Le document de 2 000 pages, rédigé en arabe et disponible en ligne, décrit les violations des droits de l'homme ayant eu cours sous les mandats de Habib Bourguiba et Zine el-Abidine Ben Ali.